# 阿纳托利·谢尔久科夫

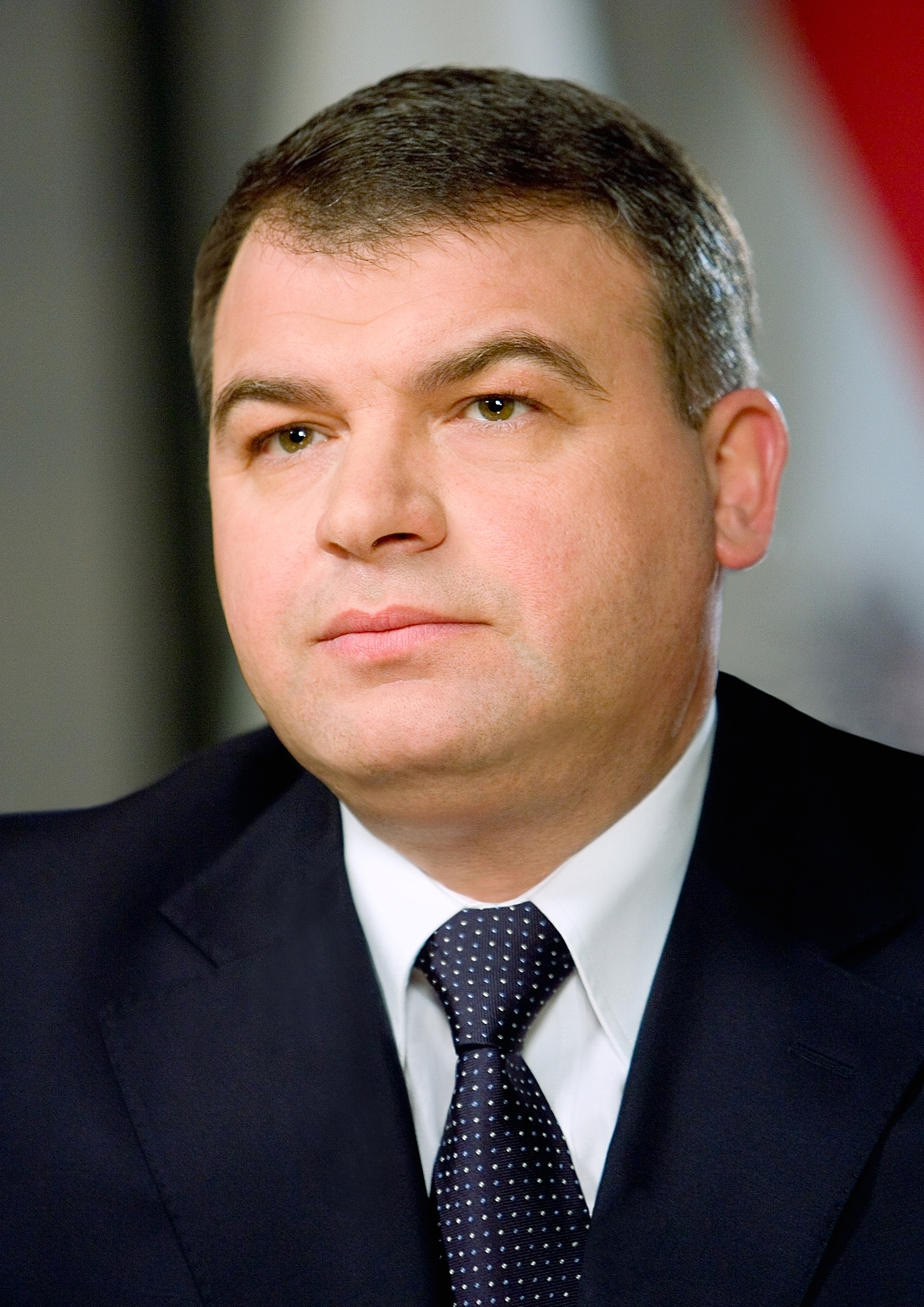
阿纳托利·爱德华多维奇·谢尔久科夫

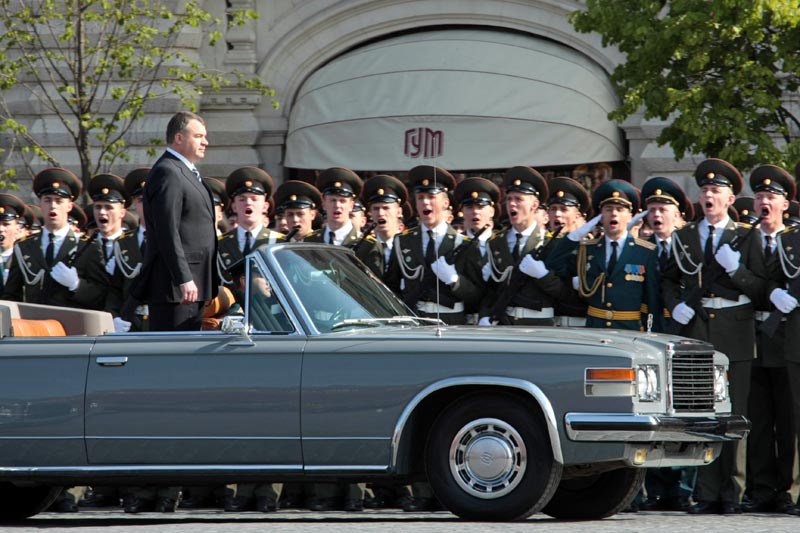
正在閱兵的阿纳托利·谢尔久科夫

阿纳托利·爱德华多维奇·谢尔久科夫（羅馬化：Anatoliy Eduardovich Serdyukov；1962年1月8日—），俄罗斯商人、政治家。1984年毕业于列宁格勒苏联贸易学院，並获得经济学学位。2004年至2007年出任俄罗斯联邦税务局局長。2007年起任俄罗斯联邦国防部部长。任內發起2008年俄羅斯軍事改革，打算裁剪30%的國防部人員。他還要求大幅削减俄罗斯的军官队伍。2012年11月6日，谢尔久科夫因腐败丑闻被解职。2015年10月起出任俄罗斯国家技术集团的工業總監。